# Переохолоджена рідина
Переохолоджена рідина — стан речовини, при якому вона зберігає властивості рідини при температурі, меншій від температури замерзання. Переохолоджена рідина є метастабільним станом, що можливий у тому випадку, коли в рідині немає центрів гетерогенної нуклеації (центрів кристалізації). Зазвичай центрами гетерогенної нуклеації є домішки. Гомогенна нуклеація, тобто утворення зародків кристалічної фази в однорідній рідині ускладнена необхідністю випадкового зародження зародка, більшого від критичного розміру. Малі зародки енергетично невигідні, оскільки поверхнева енергія розділу між рідкою та твердою фазами пропорційна площі поверхні, тоді як виграш в енергії за рахунок кристалізації пропорційний об'єму. Зі збільшенням розміру зародків співвідношення площі до об'єму зменшується, тому зародки, менші від критичного розміру розсмоктуються, а більші — ростуть.
Якщо очистити воду від домішок, то її можна охолодити до −48.3 °C.